# Роп'яник Ігор Остапович
І́гор  Оста́пович Роп'я́ник (нар. 25 жовтня 1957, Станіслав, нині Івано-Франківськ) — український художник-живописець, журналіст, фотограф, блогер. Член Національної спілки журналістів України. Ініціатор та засновник громадської організації "Мистецьке братство".

## Шлях у мистецтво
Народився і виріс у мистецькій сім'ї. Батько Остап Роп'яник був професійним співаком, мати ― танцюристкою, які багато років віддали сцені. Спочатку й він тяжів до сценічної творчості, співаючи в різних хорах, займаючись бальними і народними танцями.Однак в юнацькі роки відчув потяг до фото- і кіномистецтва (він учасник багатьох фотоконкурсів і виставок, автор декількох кінострічок, які демонструвалися на оглядах-конкурсах аматорських фільмів). Останнє захоплення і спонукало після школи вступати на кіно-операторський факультет Київського театрального інституту ім. Карпенка-Карого. Однак там його спіткала невдача, і лише після служби в армії (1975—1977) вступив на факультет журналістики Львівського державного університету ім. Івана Франка.
Пірнувши у вир культурно-мистецького життя древнього Львова з його численними музеями, галереями, художніми виставками, майбутній журналіст і митець зрозумів, що малярство — його друга, а може, й головна стихія. Паралельно з набуттям журналістського фаху навчався у Московському заочному університеті мистецтв, брав приватні уроки у відомих львівських митців Михайла Ткаченка, Володимира Патика, Зеновія Кецала. Тоді ж, у студентські роки, у Львові відбулись і його перші персональні виставки, які отримали схвальні відгуки і високу оцінку глядачів.

## Мистецька діяльність
Нині художник працює здебільшого у жанрах міського й сільського пейзажу та натюрморту. За словами мистецтвознавців, пейзажі Ігоря Роп'яника за характером композиції і тонового вирішення кольорових плям близькі до творів українських художників-пейзажистів кінця ХІХ – початку ХХ ст.
Персональні виставки: у Львові (1980, 1982, 2009, 2010, 2014, 2017, 2020), Івано-Франківську (1987, 2005, 2007, 2009), Чикаго, США (1992), Ґлен Спей, США (1992), Детройт, США (1994), Лондоні (2015, 2016). Учасник багатьох обласних, всеукраїнських та міжнародних художніх виставок. 
Учасник живописних пленерів у Карпатах, у м. Оребічі, Хорватія (2006, 2008), у м. Криниці (Польща — 2006). Здійснив творчі поїздки до США (1992, 1994), Австрії (2005, 2014), Франції (2005, 2012), Хорватії (2006, 2008, 2009, 2012, 2014, 2018, 2019), Італії (2008), Нідерландів (2010), Німеччини (2012), Бельгії (2012), Швейцарії (2014), Гонконгу (2016), Великої Британії (2016, 2019).
Твори зберігаються в приватних колекціях України, Польщі, Франції, Німеччини, Аргентини, Ізраїлю, Японії, Канади, США, Австрії, Словаччини, Хорватії, Бельгії, Росії, Люксембургу, Китаю, Голландії, Швейцарії, Італії, Великої Британії.
2018 року заснував громадську організацію "Мистецьке братство", яка об'єднала митців з різних областей України.

## Журналістська діяльність
Закінчив факультет журналістики Львівського державного університету ім. Івана Франка (1983).
Протягом 23 років працював кореспондентом різних газет («Прикарпатська правда», «Рідна земля», «Галичина», «Тижневик Галичини», «Газета.if.ua»), регулярно друкувався у центральній пресі.
В останні роки - активний блогер у соцмережах.
Член Національної спілки журналістів України.

## Нагороди
Медаль "За заслуги перед Прикарпаттям" (2017).
Лауреат Міжнародної літературно-мистецької премії ім. Пантелеймона Куліша (2020).
Лауреат Міжнародної мистецької премії імені Сергія Васильківського (2022).

## Про Ігоря Роп'яника
- Качкан Володимир. Віщі знаки думки, серця і руки: Антологія українського автографа. — Львів — Івано-Франківськ — Коломия: Вік, 2010, — с. 459—465.
- Качкан Володимир. Одкровення. Том другий. - Івано-Франківськ: Місто-НВ, 2017 р.
- Лизанчук Василь. З-під іга ідолів. — Львів, 1997. — с. 111—117.
- Роман Діда. Вони народилися в Івано-Франківську (Станиславові, Станіславі). — Івано-Франківськ: Лілея-НВ, 2012. — с. 210.
- Мистецький світ України. Живопис і графіка. — Київ, 2011. — с. 66-67.
- Ігор Роп'яник. Малярство. — Івано-Франківськ: Місто-НВ, 2006 р.
- Ціна мистецтва. — Західний кур'єр, 20 листопада 2014 р. с.15
- Ігор Роп'яник: Головне — не розгубити того, що надбали предки. — Галичина, 12 лютого 2015 р.
- Енергія душі Остапа Роп'яника. — Вікна, 16 квітня 2015 р.
- Ретро, що не старіє. — Журнал «Like», № 6, 2015 р.
- Мистецтво робить нас добрішими і людянішими. — Журнал «Діловий вісник», № 1, 2016 р.
- Зима за вікном. — Журнал «Джміль», № 1, 2016 р.
- Майстер пейзажу. — Українська думка, 17 жовтня 2015 р.
- Світ фарб і слова. — Західний кур'єр, 15 грудня 2016 р.
- Зелена птаха його радості. — Галичина, 30 березня 2017 р.
- Ігор Роп'яник. "Життя складається з маленьких перемог. Великі мені не потрібні"]. - Журнал "Країна", №20, травень 2020 р.
- Гравітація предків. - Франківська газета, № 7, 13 лютого 2020 р.
- Академічна картина може запросто програти в конкуренції якійсь "мазні". - Західний кур'єр, № 36, 3 вересня 2020 р.

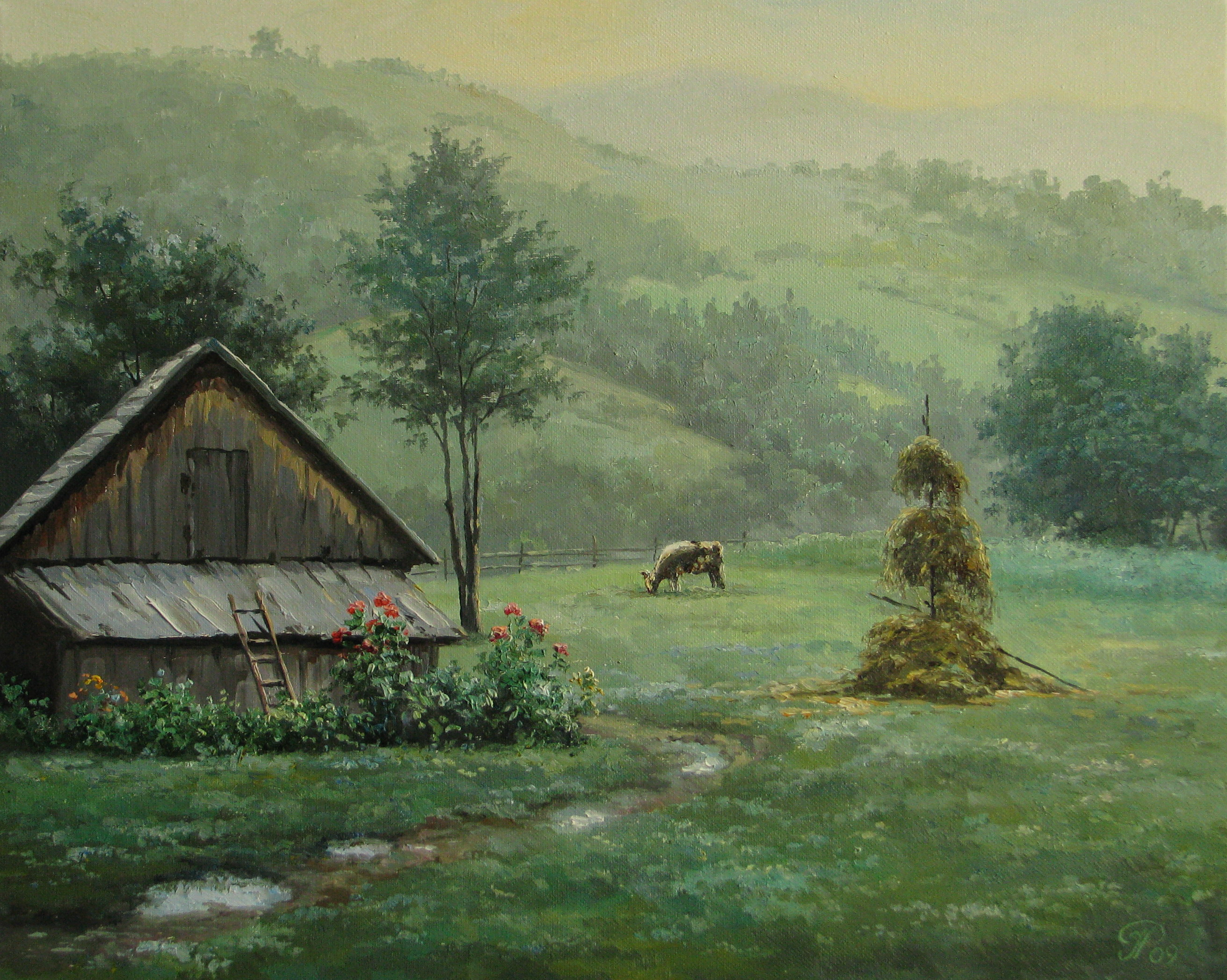
Doshch u Kosmachi
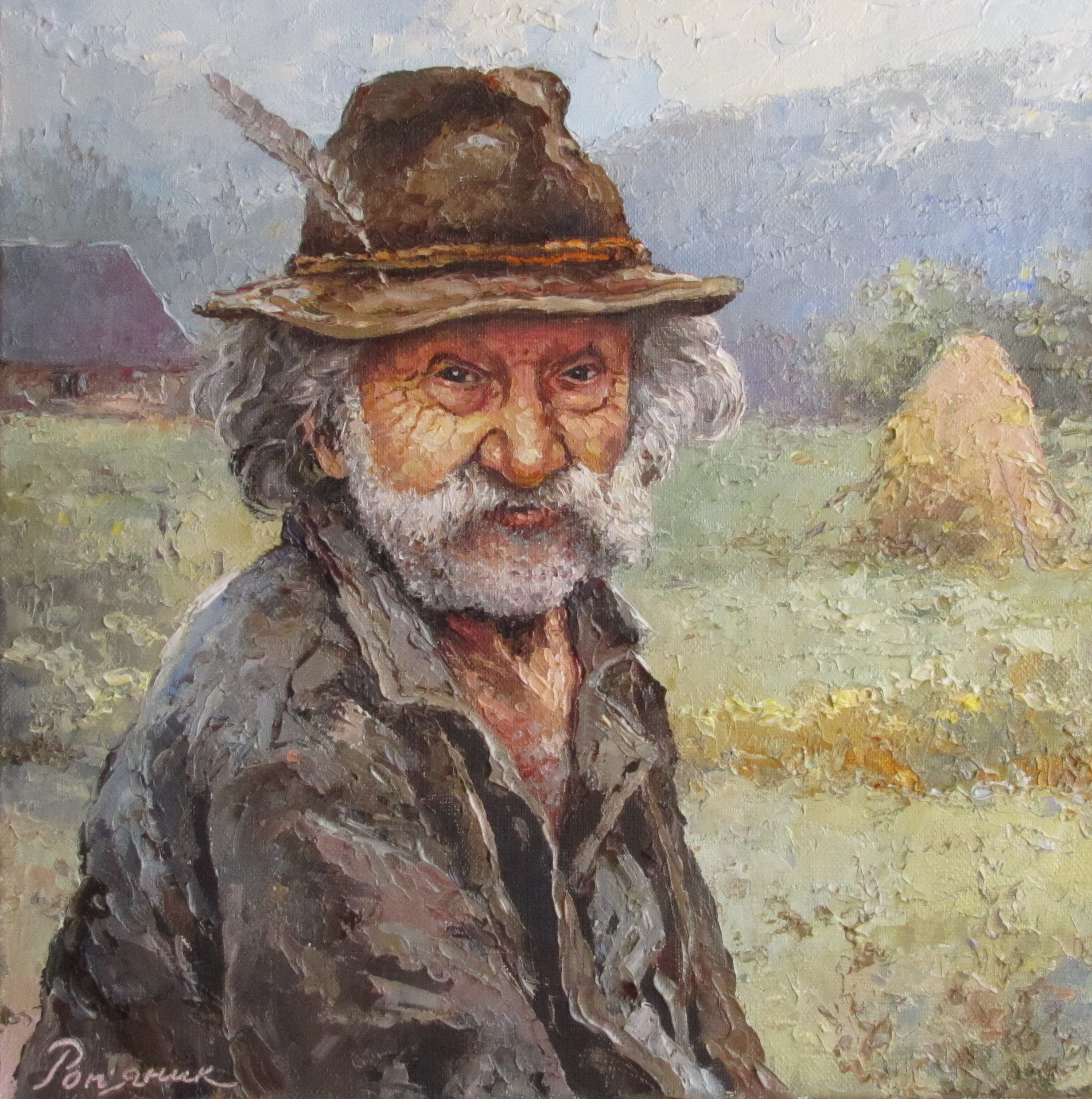
Kosmackyj did
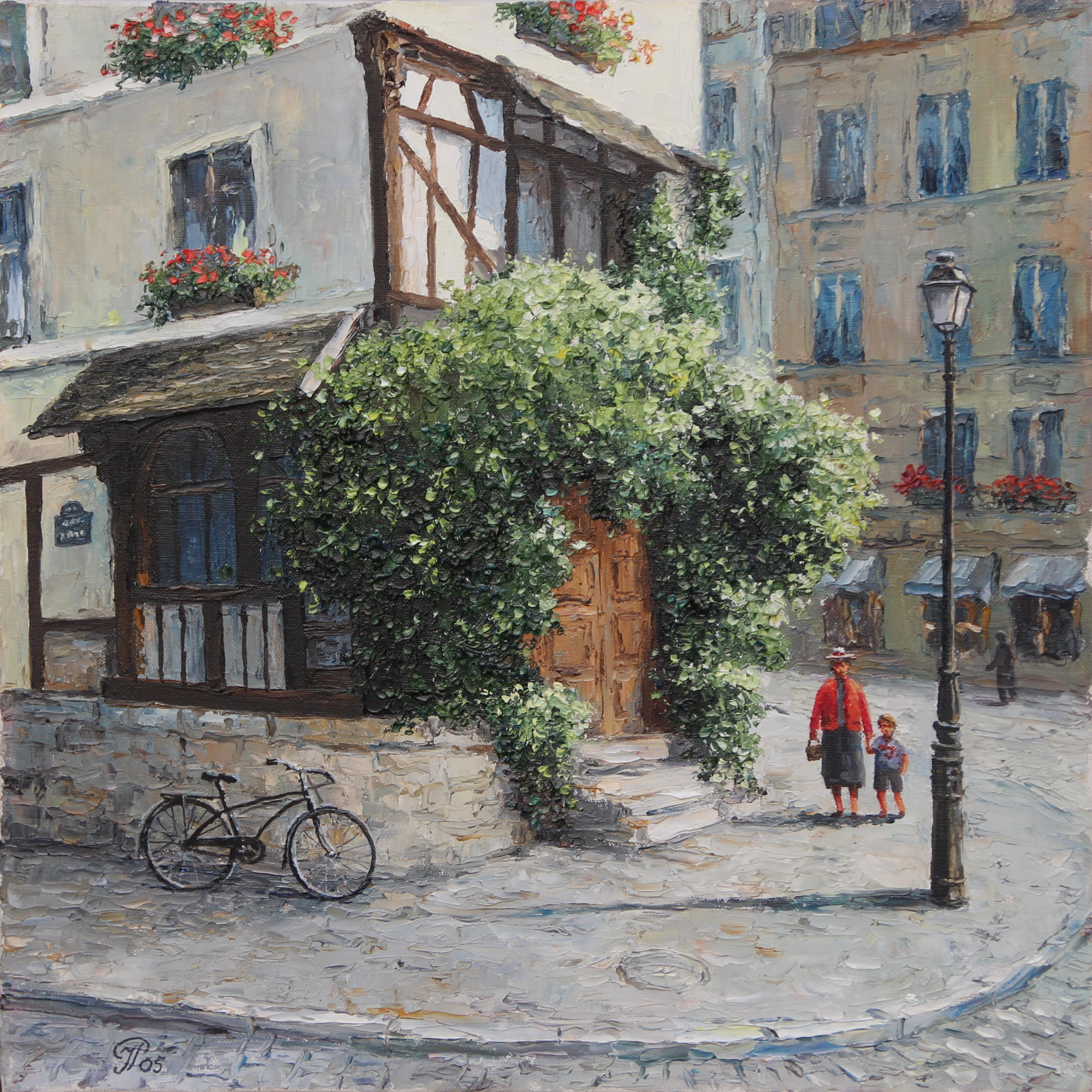
Paryzka vulytsja
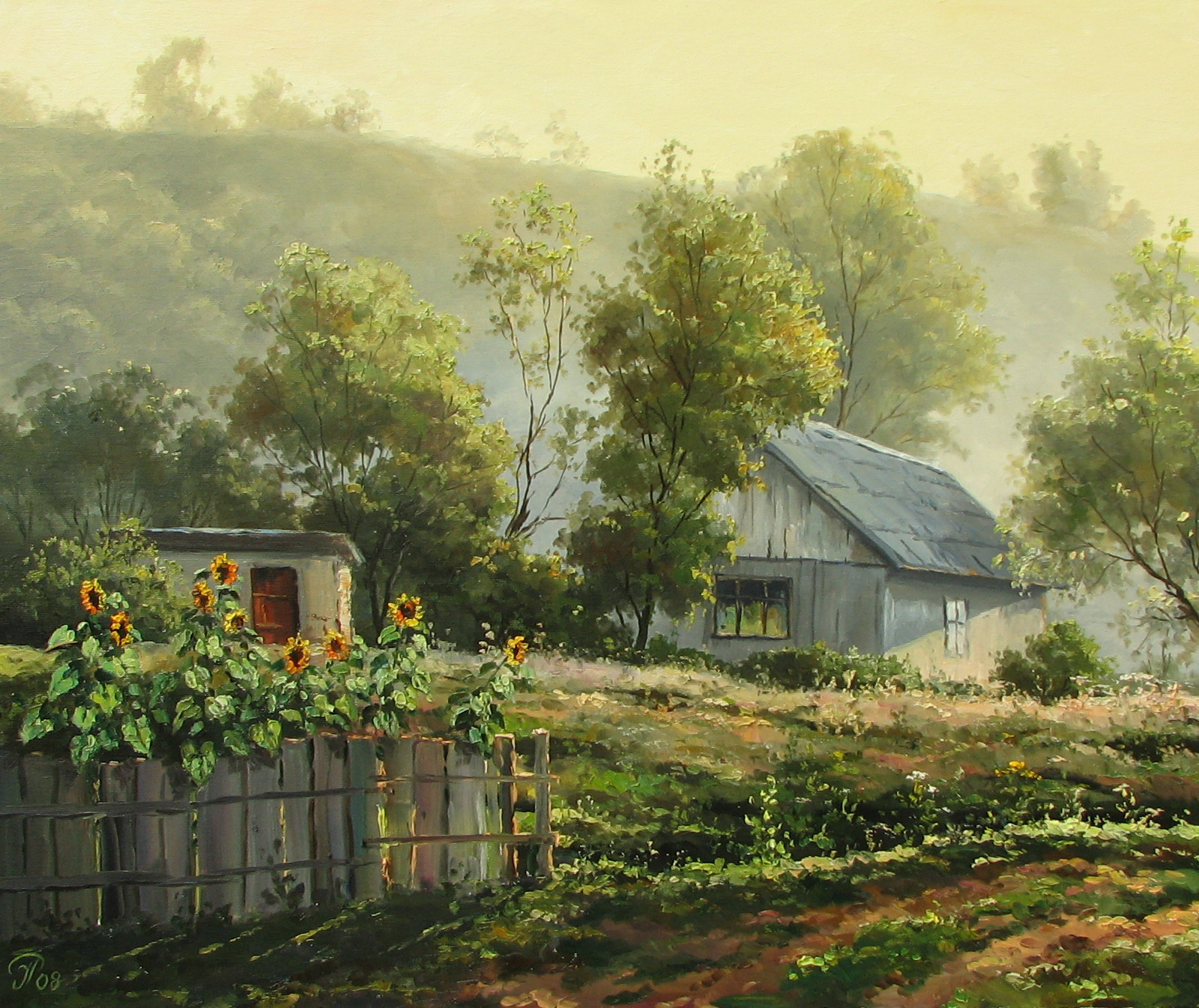
Prokydayetsja den
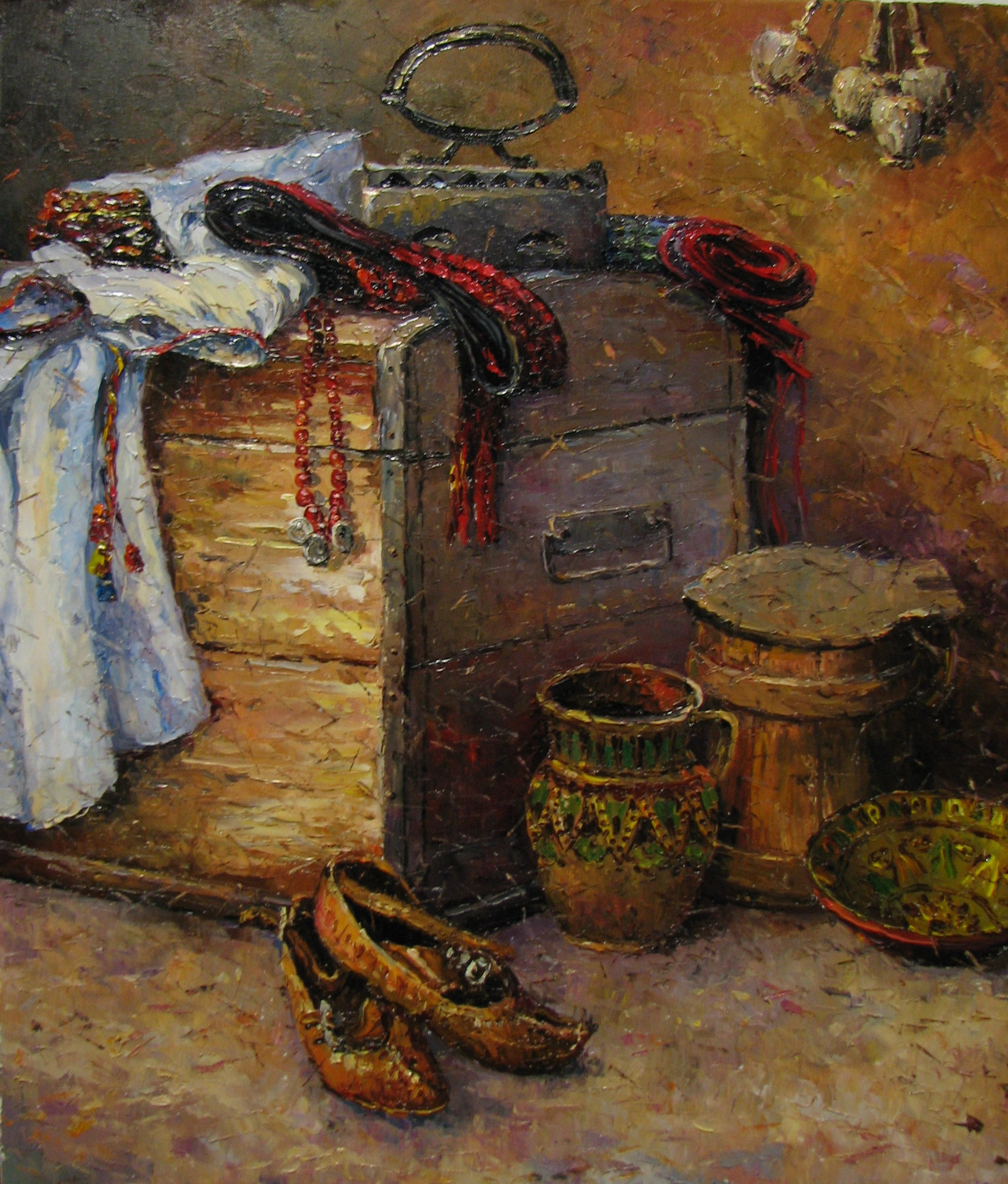
Skrynja
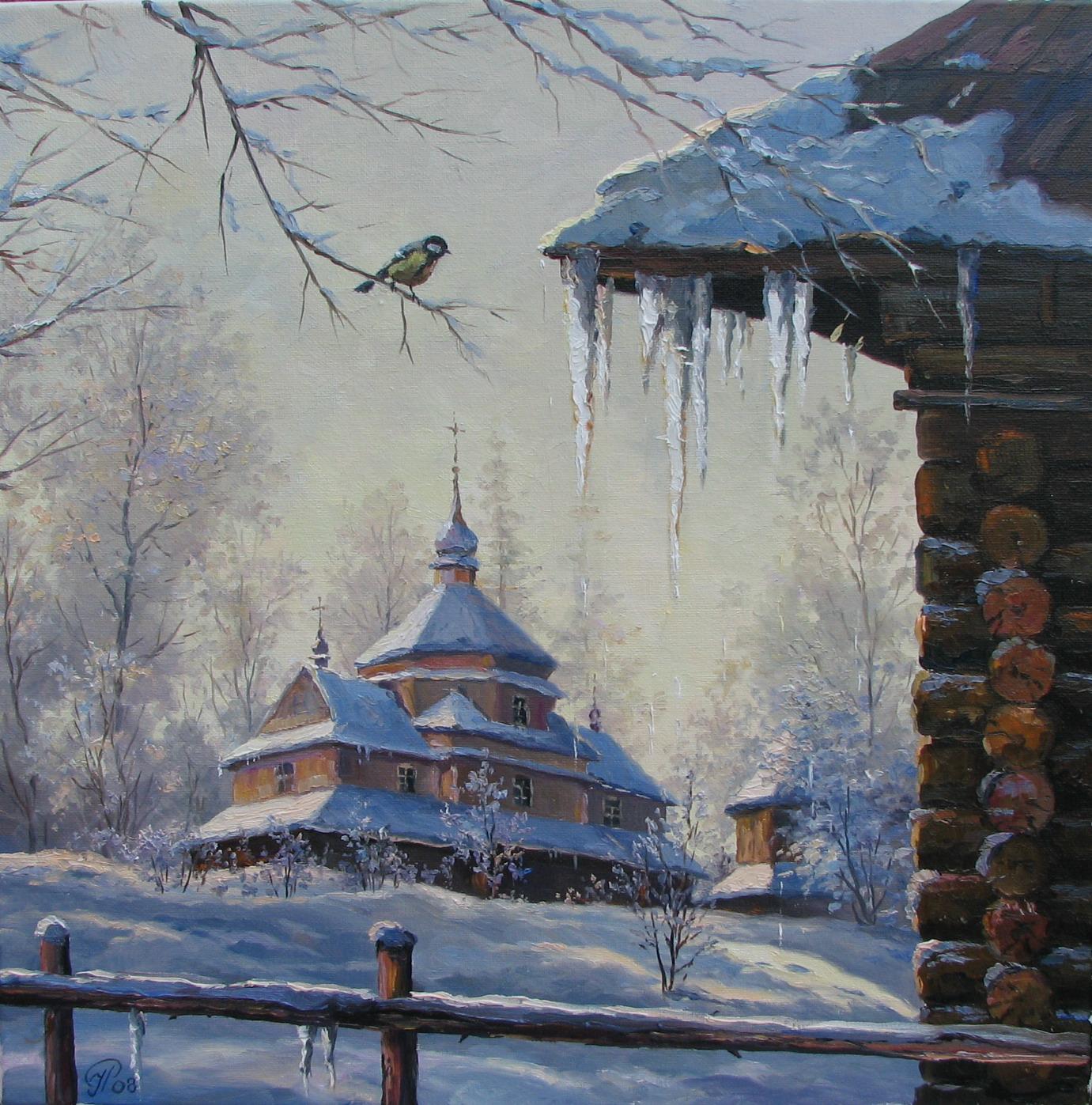
Vidlyha
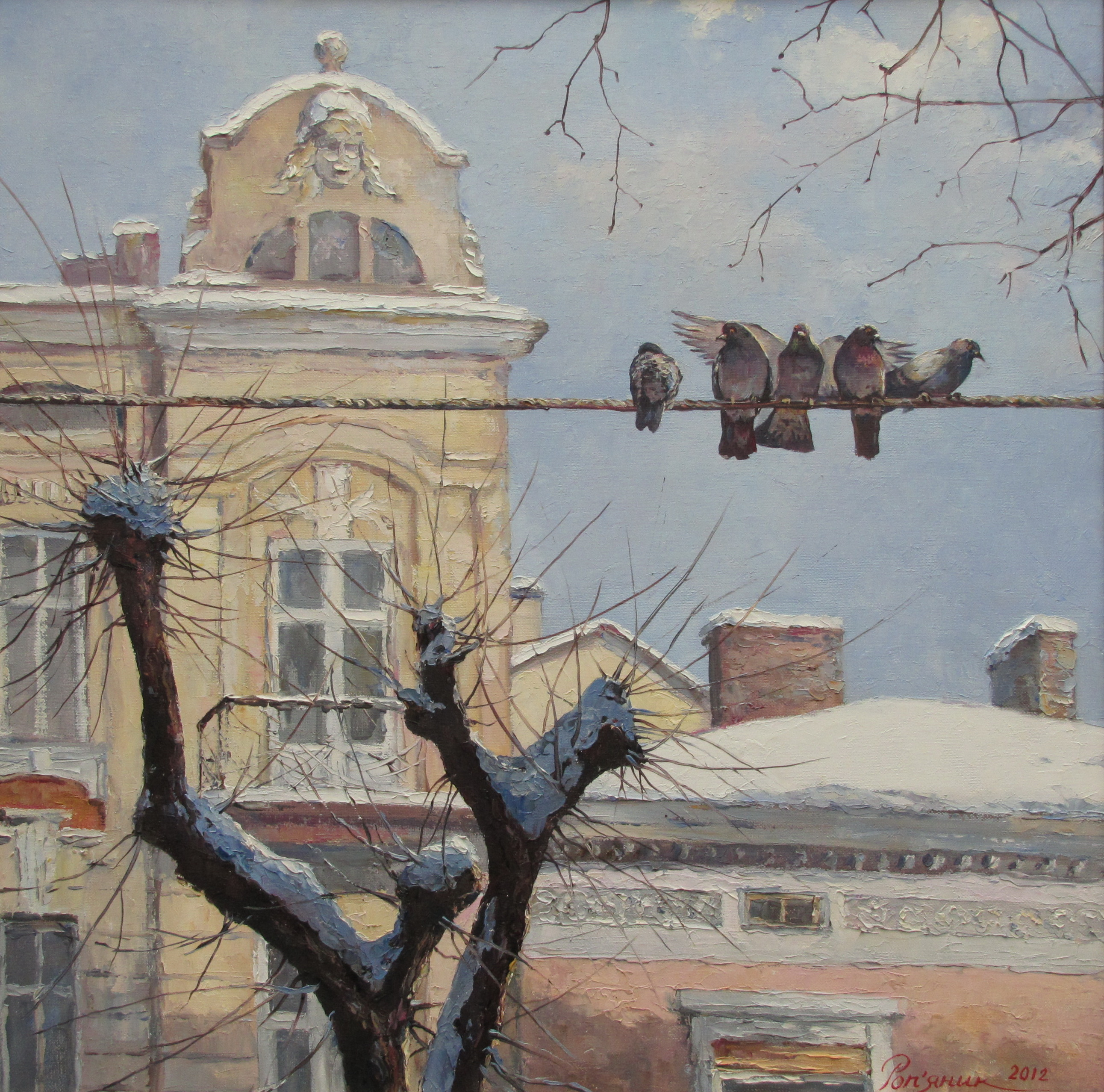
Vulytsja Kurbasa
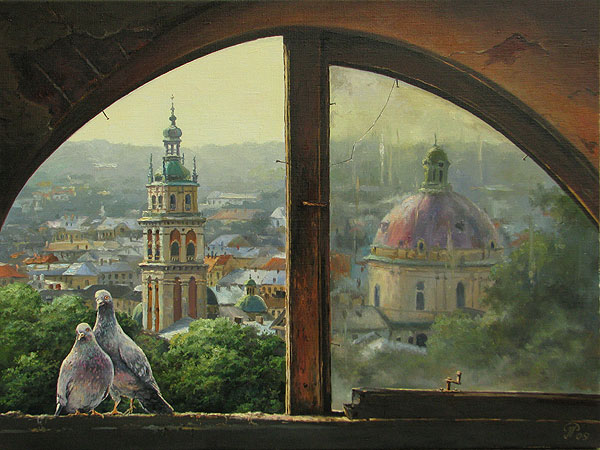
Картина «Вид зі старого горища»